# Schlüsselfeld
Schlüsselfeld este un oraș din districtul Bamberg, regiunea administrativă Franconia Superioară, landul Bavaria, Germania. 

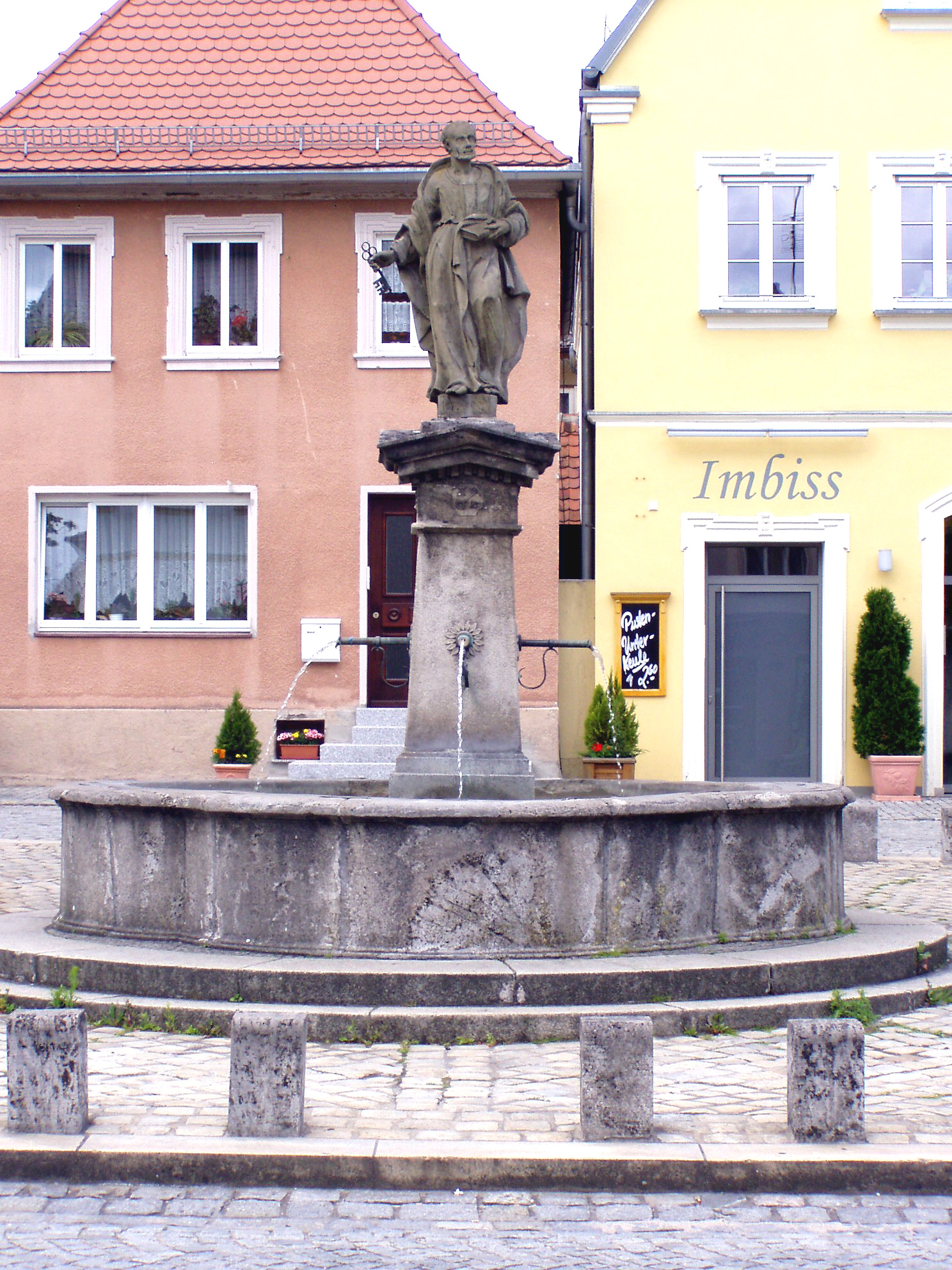
Schlüsselfeld
(Fântâna Sf.Petru)